# Myny-Futbol'nyj Klub Prodeksim
Il Myny-Futbol'nyj Klub Prodeksim è stata una squadra ucraina di calcio a 5 con sede a Cherson.

## Storia
La società ha debuttato nella Ekstra-Liga nella stagione 2014-15; è stata sciolta in seguito all'invasione russa dell'Ucraina del 2022.

## Palmarès
- Campionato ucraino: 4
2016-2017, 2017-2018, 2018-2019, 2019-2020
- Coppa d'Ucraina: 1
2020-2021